# Banoffee pie

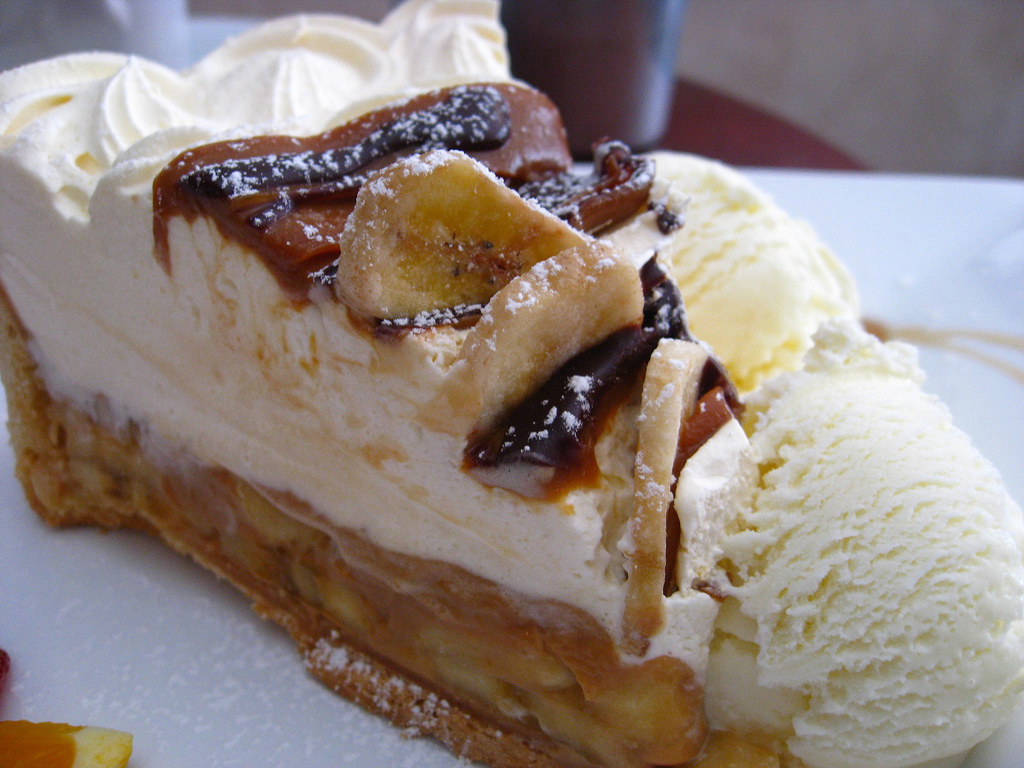
Banoffeepie

Banoffee pie (auch Banoffi pie) ist ein Dessert der englischen Küche. Es wird aus Butter, Sahne, Bananen und Kondensmilch oder dulce de leche hergestellt, die auf einem Gebäck- oder Keksboden gebacken werden. Der Name ist ein Kofferwort aus Banane und Toffee, wobei die an Toffee erinnernde Masse durch das Backen aus der Sahne und der Kondensmilch mit dem darin enthaltenen Zucker entsteht.
Banoffee pie wurde 1972 im Hungry Monk Restaurant (hungriger Mönch) in Jevington, East Sussex, von Ian Dowding und Nigel Mackenzie erfunden. Das Rezept verbreitete sich später viral (über das Internet) und es entstandenen andere Versionen. Manche Bäcker ersetzten den Teigboden der ursprünglichen Version durch einen Boden aus zerstoßenen Keksen und Butter.